# ساتحياراج
ساتحياراج هو ممثل هندي، ولد في 3 أكتوبر 1954 ببورون. من الجوائز التي نالها جائزة فيلم فير جنوب.

## جوائز
- جائزة فيلم فير جنوب

## وصلات خارجية
- ساتحياراج على موقع IMDb (الإنجليزية)
- ساتحياراج على موقع ميوزك برينز (الإنجليزية)
- ساتحياراج على موقع قاعدة بيانات الفيلم (الإنجليزية)